# La Riereta (Sant Julià de Vilatorta)
La Riereta és una obra del municipi de Sant Julià de Vilatorta (Osona) inclosa en l'Inventari del Patrimoni Arquitectònic de Catalunya.

## Descripció
Es tracta d'una masia de planta rectangular (6 x 12 m), coberta a dues vessants i amb el carener perpendicular a la façana, situada a migdia. Està assentada damunt la roca viva. La façana presenta un portal rectangular de pedra i cinc finestres distribuïdes simètricament, la central presenta l'ampit motllurat i s'hi veuen restes d'espieres tapiades. A llevant s'hi adossa un forn i una finestreta. A ponent hi ha diverses finestres, una de les quals presenta una decoració goticitzant coronada per una creu. A la part nord s'hi adossa un cos cobert a una sola vessant, a ponent hi ha un conjunt d'edificacions d'una sola planta que formen un clos que tanca la lliça. S'hi accedeix a través d'un portal que tanca el barri. L'estat de conservació és força bo.
Existeix una cabana situada davant d'una antiga era enllosada. És de planta quadrada (5mx5m), coberta a dues vessants, amb el carener perpendicular a la façana situada a ponent. La façana presenta un portal rectangular amb llinda de fusta a la planta i una finestra rectangular de totxo i llinda de fusta damunt el portal. A tramuntana s'hi adossen cossos construïts amb totxo, els altres murs són cecs.
A llevant hi ha boniques lloses de pedra situades verticalment que fan de marge del camp.
Està construïda amb totxo i pedra basta unida amb morter de calç. L'estat de conservació és mitjà.

## Història
En aquesta masia s'observen clarament tres etapes constructives: la primera o primitiva, que podríem situar-la al segle xviii (1702 a la finestra de la façana), la segona el 1940, el sector del barri, i l'última el 1960, el cos adossat a tramuntana.
No es troba registrada als fogatges del segle xvi ni al nomenclàtor del segle xix, però en el primer hi consten tres masos amb habitants cognominats Riera, encara que no se sap si tenen relació.
És una masoveria del mas Lleopart, ampli casal reformat al segle xvii.
La història de la cabana va unida a la del mas que presenta diverses etapes constructives que van des del s.XVIII fins al s.XX.